# The Prodigal Son (opera)
The Prodigal Son è un'opera di Benjamin Britten su libretto di William Plomer. Basata sulla storia biblica del figliol prodigo, questa è stata la terza "parabola per la rappresentazione in chiesa" di Britten, dopo Curlew River e The Burning Fiery Furnace. Britten dedicò la composizione a Dmitrij Šostakovič.

## Storia
La prima rappresentazione ebbe luogo il 10 giugno 1968 nella chiesa di St Bartholomew, Orford, Suffolk. Gli strumentisti includevano il suonatore di corno Neill Sanders e il percussionista James Blades. Colin Graham era il regista. La prima americana fu presentata al Caramoor Summer Music Festival il 29 giugno 1969 con Andrea Velis come Tentatore/Abate.

## Orchestrazione
Come per le altre parabole ecclesiastiche, le forze strumentali sono molto modeste: flauto, corno, viola, contrabbasso, arpa, organo e percussioni, con l'uso del flauto contralto e della tromba piccola in re che segnano le differenze rispetto alle altre opere. Nelle percussioni è compreso anche un campanaccio da mucca.

## Ruoli
| Ruolo                               | Registro vocale | Cast della prima, 10 giugno 1968 (Direttore: Benjamin Britten)                  |
| ----------------------------------- | --------------- | ------------------------------------------------------------------------------- |
| Tentatore/Abate                     | tenore          | Peter Pears                                                                     |
| Il Padre                            | basso-baritono  | John Shirley-Quirk                                                              |
| Il figlio minore                    | tenore          | Robert Tear                                                                     |
| Il figlio maggiore                  | baritono        | Bryan Drake                                                                     |
| Giovani servitori e voci distanti   |                 | Gerald Beauchamp, Michael Butler, Jonathan Fox, Richard Hopkins, David Rookwood |
| Coro: Servi, Parassiti e Mendicanti |                 |                                                                                 |

## Trama
La storia è incentrata su una famiglia di contadini, composta da un padre e dai suoi due figli. Anche i servi aiutano a lavorare la terra. Il figlio maggiore e la servitù vanno a lavorare i campi per la giornata. Il più giovane sente una voce che lo tenta ad assecondare i suoi "desideri più segreti". Il chiede allora a suo padre la sua eredità, che il padre gli concede. Il figlio minore si reca in città. Lì, viene privato della sua fortuna e lasciato senza un soldo. Egli torna a quindi a casa e chiede perdono a suo padre. Suo padre lo riceve con gioia, ma il figlio maggiore è inizialmente arrabbiato per la reazione di suo padre, dopo che lui stesso ha lavorato lealmente nei campi. Il padre rimprovera il figlio maggiore e gli chiede di riconciliarsi con il fratello minore, che è tornato per rimettere insieme la famiglia.

## Incisioni
Britten e Viola Tunnard diressero la prima registrazione del lavoro, per l'etichetta Decca (elenco originale, Decca SET 438) con il cast e gli attori della prima. Il cast completo dei cantanti è:
- Tentatore/Abate: Peter Pears
- Il padre: John Shirley-Quirk
- Il figlio minore: Robert Tear
- Il figlio maggiore: Bryan Drake
- Coro di servi, parassiti e mendicanti: Paschal Allen, Carl Duggan, David Hartley, Philip Hooper, Peter Leeming, John McKenzie, Clive Molloy, Paul Wade
- Giovani servi e voci lontane: Gerald Beauchamp, Michael Butler, Jonathan Fox, Richard Hopkins, David Rookwood